# Кнежевина Арбанон
Арбанон (алб. Arbër или Arbëria, грч. Ἄρβανον [], лат. Arbanum) је била кнежевина којом је владала домородачка породица Прогони, и прва албанска држава која се појавила у забележеној историји. Кнежевину је 1190. године успоставио староседелац архонт Прогон у околини Кроје, источно и североисточно од млетачких територија. Прогона су наследили његови синови Ђин, а затим Деметрије (Димитрије), који су успели да задрже знатан степен аутономије од Византијског царства.
Године 1204. Арбанон је стекао пуну, иако привремену, политичку независност, користећи предност слабљења Константинопоља након његовог пљачкања током Четвртог крсташког рата. Међутим, Арбанон је изгубио велику аутономију око 1216, када је епирски владар Михајло I Комнин Дука започео инвазију на север у Албанију и Македонију, заузевши Кроју и окончавши независност кнежевине. Од ове године, после смрти Демитрија, последњег владара породице Прогон, Арбанон је сукцесивно контролисала Епирска деспотовина, затим Бугарско царство, а од 1235. године и Никејско царство.
Током овог периода, овим подручјем су владали грчко-албански господар Гргур Камона, нови супружник Деметријеве бивше супруге Српкиње Комнине Немањић, и Голем (Гулам), локални магнат који је оженио Камонасову и Комненину кћер. Арбанон је на крају у зиму 1256–1257 припојио византијски државник Георгије Акрополит. Голем је касније нестао из историјских записа. Главни примарни извор за касни Арбанон и његову историју је рад византијског историчара из 13. века Ђорђа Акрополита.

## Етимологија
Кнежевина је била позната као Арбанон (Αρβανον) на грчком, као Арбанум (Arbanum) на латинском и као Рабан у српском житију из раног 13. века (Житије Светог Симеона).
Термин представља име јужноилирског племена посведочено на старогрчком Албанои (Αλβανοι), касније означавајући властито име за етничког Албанца све до (око) 18. века када је замењено Шћиптаром. Директно се приписује латинском преводу племенског имена Албанои (Albanoi) од стране Орела.
Верзије „Арбен“ су примећене од 2. века п. н. е, Историја света коју је написао Полибије, помиње локацију по имену Арбона (стгрч. Αρβωνα; Арбо, лат. Arbo) у којој су неке илирске трупе, под краљицом Теута, раштркана и побегла да би побегла од Римљана. Арбона је можда била острво у Либурнији или неко друго место унутар Илирије.

## Статус
Многи научници примећују да је Кнежевина Арбанон била прва албанска држава која је настала током средњег века. Генерално се сматра да је Арбанон задржао велику аутономију до Диметријеве смрти 1216. године, када је кнежевина пала под вазализам Епира или Ласкарида из Никеје.
Између 1190. и 1204. године, Арбанон је био кнежевина Византијског царства и поседовао је знатан степен аутономије, иако су титуле „архонт“ (које је држао Прогон) и „панхиперсебастос“ (које је држао Диметрије) очигледни знаци византијске зависности. У контексту слабљења византијске моћи у региону након пљачке Константинопоља 1204. године, Арбанон је стекао пуну аутономију на 12 година до смрти Диметрија 1215. или 1216. године.
Гезички натпис помиње породицу Прогон као судије, и бележи њихову зависност од Владина и Ђорђа Немањића (р. 1208–1216), кнезова Зете. У својој последњој фази, Арбанон је углавном био везан за Епирску деспотовину и такође је одржавао савезничке односе са Краљевином Србијом. Године 1252. Голем се потчинио Никејском царству.

## Географија
У 11. веку нове ере, назив Арбанон (такође Албанон) је примењен за област у планинској области западно од Охридског језера и горње долине реке Шкумбин. Године 1198. део области северно од Дрине накратко је контролисао Стефан Немањић који прича да је те године заузео Пулт из Арбана. Године 1208, у преписци са папом Иноћентијом III, територија коју је Деметрије Прогони тврдио као принцепс Арбанорум била је област између Скадра, Призрена, Охрида и Драча (regionis montosae inter Scodram, Dyrrachium, Achridam et Prizrenam sitae).
Уопште, Прогони је довео кнежевину до врхунца. Подручје које је кнежевина у то време контролисала, простирала се од долине реке Шкумбин до долине реке Дрине на северу и од Јадранског мора до Црног Дрима на истоку. Ђорђе Акрополис, који је детаљно писао о овој области у њеној последњој фази, позиционирао је њену тадашњу територију између Драча и Охридског језера у правцу запада према истоку и између долине реке Шкумбин и долине реке Мат на оси југ-север. Тврђава Кроје је током свог постојања била војни и административни центар региона.